# Кинингер, Георг
Георг Кинингер (нем. Georg Kieninger; 5 июня 1902, Мюнхен — 25 января 1975, Дюссельдорф) — немецкий шахматист, международный мастер (1950).

## Биография
Играет в шахматы с 15 лет. С 1922 года является профессиональным шахматистом. В 1929 году он выиграл чемпионат Франкфурта. В период с 1931 по 1934 год он сыграл три соревнования против Людвига Энгельса, которые оказали большое влияние на его шахматное развитие. В 1932 году он выиграл чемпионский титул в 28-м Конгрессе Германского шахматного союза в Бад-Эмсе. Его наиболее успешный период пришелся на вторую половину 1930-х годов. Вторая мировая война прервала его многообещающее развитие.
Выиграл Чемпионат Германии в 1937 и 1940 в Бад-Энхаузене и в 1947в Вайденау. В 1938 году он был вторым после Эриха Элисказеса на чемпионате Германии в Бад-Энхаузене. До начала 1950-х годов в международных турнирах он также доказал свою успешность и занимал высшие строчки.
В 1950 году ФИДЕ присвоила ему звание международного мастера. В составе сборной ФРГ участвовал в Чемпионате Европы 1957 года.
После Второй мировой войны он продолжил свое шахматное призвание. Он часто менял шахматный клуб, чтобы заработать на жизнь, поэтому он был членом многих немецких клубов. Кроме того, он вёл шахматные колонки в немецких газетах.
Он славился своей жесткой игрой, которая хорошо соответствовала его строго позиционному стилю игры. Против более слабых игроков он продолжал вести сбалансированную позицию, пока они не теряли терпение и не ошибались. Поэтому его также называли Eisernen Schorsch (Железный Георг).
Он достиг своего лучшего рейтинга в октябре 1948 года — 2636. В 1938 году он достиг своей лучшей позиции в мировом рейтинге, заняв 23-е место.